# Asplenium tabinense
Asplenium tabinense är en svartbräkenväxtart som beskrevs av Georg Hans Emmo Wolfgang Hieronymus. Asplenium tabinense ingår i släktet Asplenium och familjen Aspleniaceae. Inga underarter finns listade.